# Préservatif
Pour les articles homonymes, voir Capote.
« Préso » redirige ici. Pour l’article homophone, voir Préseau.
Le préservatif ou condom (ou capote, dans le registre familier) est un étui mince et souple, imperméable au sang, au sperme ainsi qu'aux sécrétions vaginales et péniennes, fabriqué en latex ou en polyuréthane. Il en existe deux types : le préservatif externe (masculin) et le préservatif interne (féminin).
Le préservatif s'avère être très efficace pour empêcher la transmission des infections sexuellement transmissibles (IST) par les sécrétions vaginales, péniennes et le sperme mais n'offre pas de protection face aux IST présentes sur les surfaces cutanées de la zone génitale. Ainsi le préservatif, correctement utilisé lors d'une relation sexuelle avec pénétration, est le seul contraceptif qui protège de la transmission du VIH et de l'hépatite B. Il ne constitue pas, en revanche, une protection efficace contre d'autres IST occasionnant un nombre important de décès, comme la syphilis (30% de protection seulement) ou encore le papillomavirus humain, responsable de plusieurs types de cancers dont le cancer du col de l'utérus et contre lequel seule la vaccination s'avère efficace. Enfin, il ne permet pas non plus de se protéger contre l'herpès génital responsable de conséquences psychologiques et sociales importantes pour la personne atteinte et dont la transmission au fœtus durant l'accouchement, appelée herpès néonatal, occasionne une importante mortalité et des séquelles lourdes.

## Histoire

### Antiquité et Extrême-Orient
On trouve des protecteurs de pénis sur des peintures de l'Égypte antique, mais il semble s'agir d'étui pénien à visée décorative ou magique, plutôt que de préservatif au sens moderne.
À l'époque romaine, des vessies d'animaux sont utilisées comme moyen de protection du pénis au cours de rapports sexuels.
Les Chinois fabriquaient des préservatifs avec du papier de soie huilé. Les Japonais se servaient du kabutogata, un étui pénien rigide fait d'écailles de tortue, qui servait à la fois de contraceptif et, éventuellement, de prothèse pour les érections défaillantes. Les Japonaises pouvaient s'en servir comme godemichet, et se placer aussi des boules de cuivre à clochettes (boules de geisha) dans le vagin, pour un accompagnement musical.

### Période pré-moderne

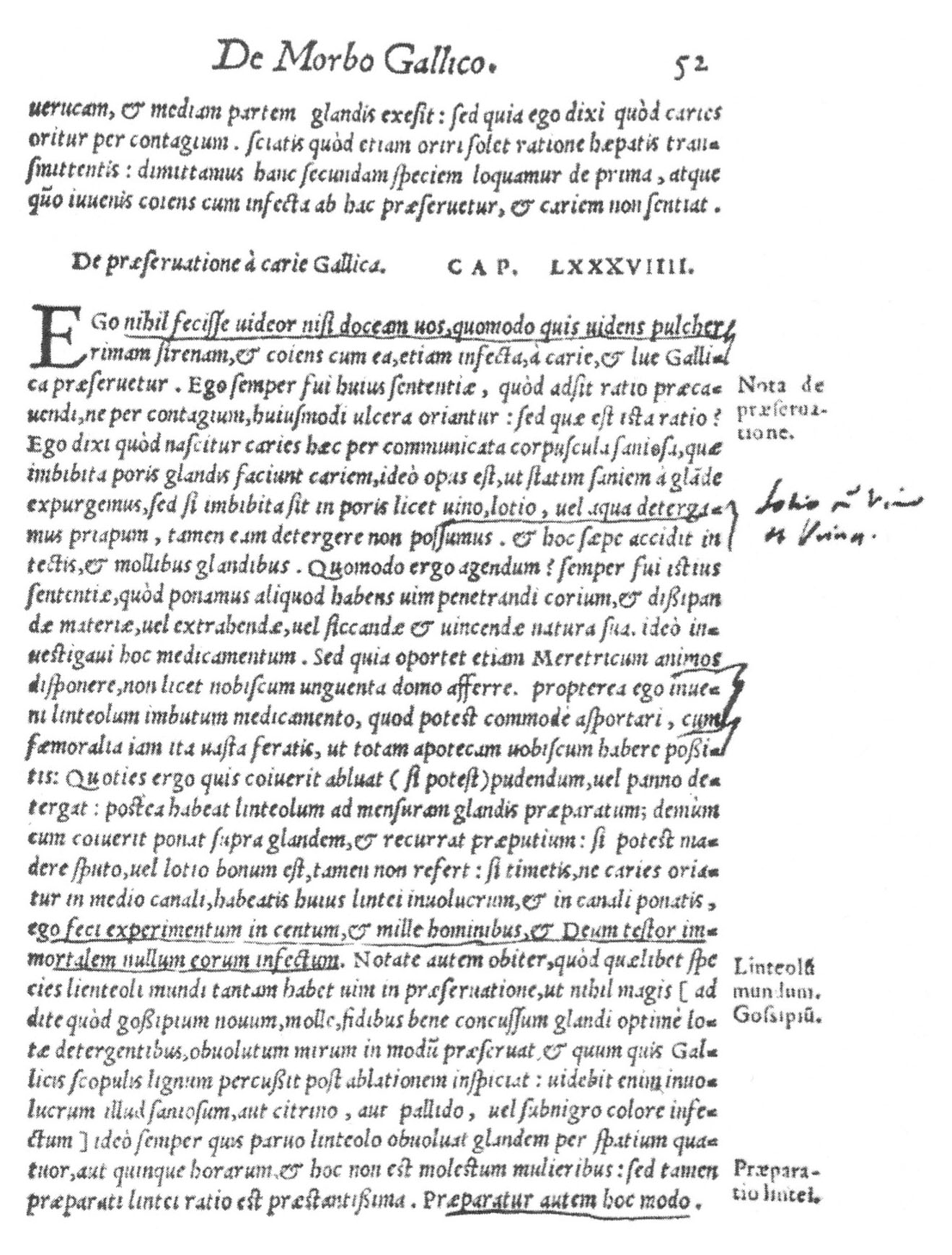
Une page extraite de De Morbo Gallico (La maladie française, traité de Gabriel Fallope sur la syphilis. Publié en 1564, il décrit, peut-être pour la première fois, l'usage du préservatif.

Gabriel Fallope propose l'utilisation de ce que certains ont d'abord cru être un préservatif, « fourreau d'étoffe légère, fait sur mesure, pour protéger des maladies vénériennes », pour se protéger de la syphilis dans De morbo gallico, publié après sa mort en 1564, après avoir testé son efficacité sur 1 100 hommes. Il écrivait en fait : « Demum cum coiverit ponat supra glandem et recurrat praeputium », indiquant qu'il s'agissait d'un remède posé après la relation.

#### Origines
Les origines exactes du préservatif ou condom restent inconnues.
Le terme condum (condom) apparait au début du XVIIIe siècle dans des poèmes anglais. En 1709, le journal anglais Tatler évoque le préservatif, appelé « condom », comme ayant été conçu par un « éminent » médecin anglais éponyme, mais le succès de son invention aurait fini « par rendre toute allusion à son nom contraire aux usages de la décence ». Cette théorie, la plus fréquemment citée, attribue l'invention à un docteur Condom ou Conton, médecin du roi d'Angleterre Charles II alors ennuyé par le nombre de ses enfants illégitimes. Une autre version fait de Condom non pas un médecin, mais un colonel de la garde. En fait, les historiens n'ont pu retrouver aucune trace d'un personnage nommé Condom,.
Il existe d'autres théories marginales. Le terme « condom » serait l'accusatif du latin condus, du verbe condere, « enfermer, protéger ».
Il existe en France une ville nommée Condom, mais le nom du lieu n'aurait aucun lien avec l'objet en question. Kendü, un terme persan, désigne par ailleurs un long récipient fabriqué à partir de boyaux d'animaux utilisé pour garder le blé…
Dans la littérature médicale, le mot « condom » apparaît dans un traité sur les maladies vénériennes de Daniel Turner (1667-1741) en deux volumes, dont le premier est paru en 1717 à Londres sous le titre Siphylis [sic]. Les deux volumes de l'ouvrage ont été traduits en français et publiés à Paris en 1767 : Dissertation sur les maladies vénériennes.
Le premier médecin français à mentionner le condom est Jean Astruc (1684-1766) dans son De morbis venereis (1734). Il semble avoir lu Turner, car il utilise la même expression que lui : « entrer en lice avec une pique bien cuirassée ».

#### Fabrication

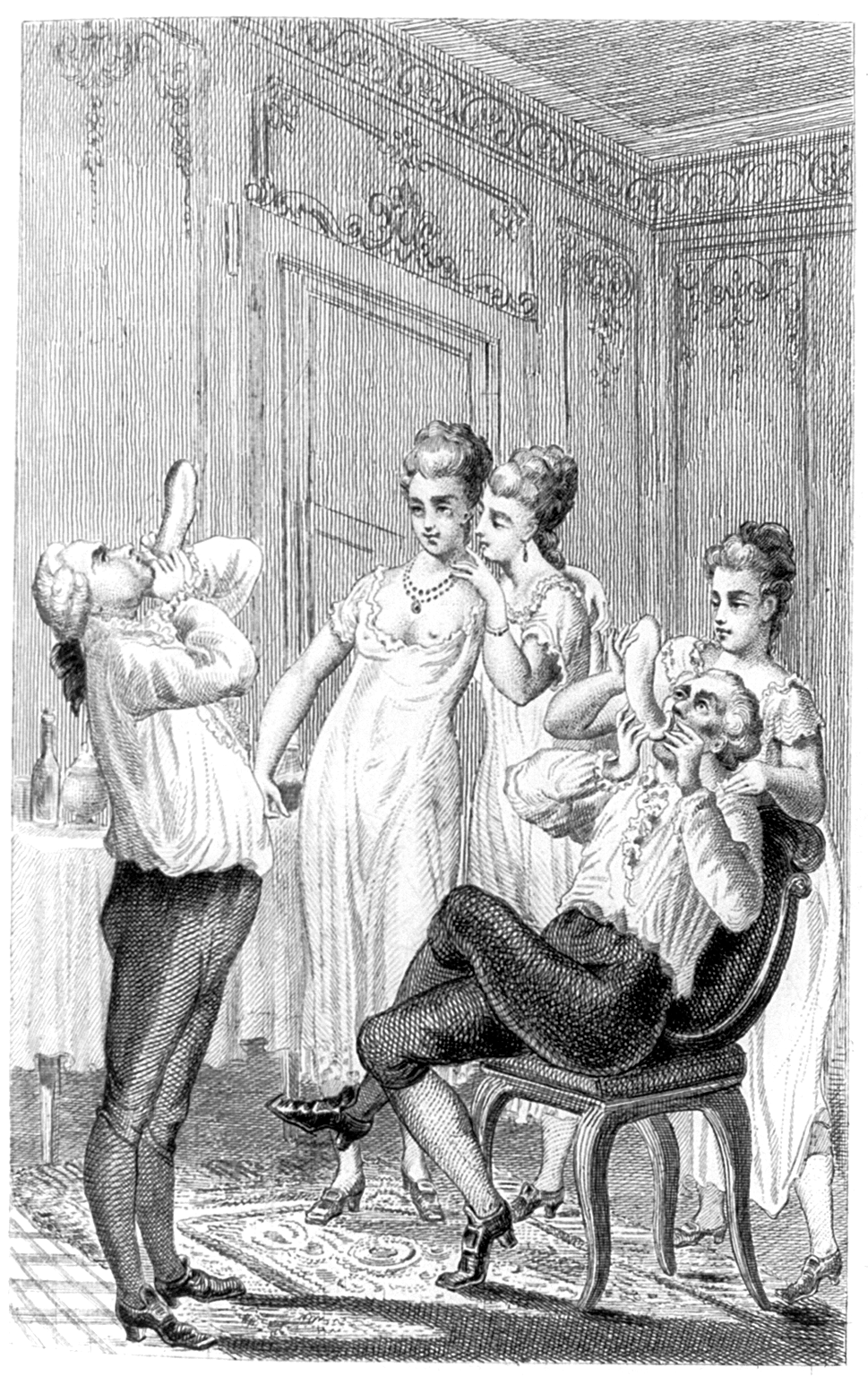
Casanova et sa « redingote anglaise ».

La fabrication des condoms, du XVIIIe siècle jusqu'au milieu du XIXe siècle, se fait à partir de membranes animales, et relève du domaine de la triperie. Le condom se prépare à partir de baudruche, ou de caecum de mouton, d'agneau ou autre animal – chèvre, veau… L'utilisation de vessie de poisson n'est pas démontrée.
Il existait trois modèles de qualité différente, selon la matière première et le traitement : commun, fin et superfin. Les superfins sont les plus élaborés : la matière première subit plusieurs lavages, et est ensuite parfumée, puis séchée sur des moules en verre, ce qui leur donne « un beau glacé ». Leur fragilité nécessitait de les doubler, en les mettant l'un dans l'autre, de façon inséparable.
À la fin du XVIIIe siècle, des historiens mentionnent, à Londres, une guerre commerciale des prospectus entre deux fabricantes de condoms, Mme Philips et Mme Perkins, qui se vantent d'avoir des commandes dans toute l'Europe, et de fournir jusqu'aux ambassadeurs et capitaines de navire.
Ils sont appelés « gants des dames », « peaux divines », « chemisettes », etc. À Paris, dans les années 1820, on peut se procurer des condoms aux galeries marchandes du Palais Royal, chez les « marchands de taffetas ciré ».

#### Utilisation
Giacomo Casanova (1725-1798) lui donne le nom de « redingote anglaise » et fait un usage important de ce « petit sac de peau que les Anglais ont inventé pour éviter au beau sexe de s'inquiéter. » Il donne la préférence aux condoms les plus fins, mais en testant leur résistance en les gonflant d'air.
Français et Anglais se rejettent mutuellement l'origine du condom, les anglais l'appelant french letter ou french baudruche. Ce refus d'assumer l'invention dans les deux pays indiquerait que l'origine du condom se situe d'abord dans les milieux libertins ou de prostitution comme un moyen de protection masculine, et non pas comme un moyen contraceptif.
Les textes médicaux de l'époque signalent le peu d'efficacité (fragilité) et les inconvénients (sensations émoussées) du condom d'origine animale. Ce qui était déjà établi par Madame de Sévigné à propos du préservatif en baudruche « Bouclier contre le plaisir et toile d'araignée contre le danger ».
Daniel Turner signale en 1717 que beaucoup préfèrent risquer une chaude-pisse ; Philippe Ricord (1800-1889) compare le condom à un simple parapluie que « l'orage peut briser ou enlever […] et qui n'empêche pas d'avoir les pieds mouillés ».
De façon générale, les médecins de cette époque discutent du condom pour sa valeur de protection antivénérienne, et refusent le plus souvent de discuter de sa valeur contraceptive. Ce qui entretient dans l'esprit du public l'association condom/prostitution.

### Période moderne
Les premiers préservatifs en caoutchouc (à partir du latex naturel) sont proposés à partir de 1855, pour être remplacés dans les années 1930 par des préservatifs en latex synthétique.

#### XIXesiècle
En 1839, l'américain Charles Goodyear découvre la vulcanisation du caoutchouc,, et l'anglais Thomas Hancock en dépose le brevet en 1843. Les premières fabrications de préservatifs en caoutchouc débutent en Angleterre, apparemment à l'initiative de la firme fondée par Charles Macintosh. Cette fabrication ne représente qu'une très faible part de l'industrie du caoutchouc, puisqu'en 1872, la fabrique de préservatifs n'occupe que quelques dizaines d'ouvriers travaillant l'hiver, le reste de l'année étant consacré à la production de ballons pour enfants.
Les deux tiers de la production anglaise (« capotes anglaises ») partaient à l'étranger, ceux de qualité supérieure vers l'Europe du Nord et la Russie, et ceux de qualité inférieure vers la France et les pays méditerranéens. De qualité variable, épais et peu résistants, ils étaient aussi lavables et réutilisables.
Des condoms courts, ne recouvrant que le gland et le serrant à sa base, au niveau du sillon balano-préputial, sont présentés lors de l'exposition universelle de 1876. D'origine américaine, ils sont vendus en Angleterre sous le nom de « American tips », et en France sous le nom de « Bout américain ».
En France, au tournant des XIXe et XXe siècles, les préservatifs sont vendus dans les bureaux de tabac et les lupanars, au prix de 50 centimes, ce qui est encore trop cher pour les pauvres. Des médecins de l'époque signalent qu'ils sont largement utilisés dans les milieux aisés (protection et contraception), mais peu connus des classes populaires qui pratiquent le plus souvent le coitus interruptus.
Des condoms « fantaisie » avec des noms de marque évocateurs se multiplient à Paris, tels que « L'explorateur », « Le rêveur », « Le délicieux », « Le porc-épic », « Le conquérant », « L'inusable », « Le cocorico », « La sainte-nitouche », et « Le bibi chatouilleur »,.
Des immigrés de l'époque, le plus souvent italiens participèrent aussi à la création et démocratisation du préservatif en France, souvent à références artistiques, notamment en 1882, le créateur de mode Alessandro Denes qui en confectionna un modèle portant comme thème du fameux opéra Carmen.

#### XXesiècle
Lors de la Première Guerre mondiale, le Corps Expéditionnaire Américain dénombra durant l'été 1918, près de 18 000 soldats manquants chaque jour, pour cause de maladies vénériennes. De ce fait, durant la Seconde Guerre mondiale, le commandement abandonna la « prévention morale » basée sur l'abstinence, au profit de la distribution de préservatifs dans un but de prophylaxie. Près de cinquante millions de préservatifs par mois ont été distribuées (ou vendus à très bas prix) aux troupes américaines durant ce conflit. Mais les ventes chutèrent lorsque les femmes remplacèrent les hommes dans les magasins de l'armée, d'où l'apparition de distributeurs automatiques de préservatifs. Voir Abraham Nathaniel Spanel.
Cependant, après la fin de la guerre et l'arrivée des antibiotiques, le commandement américain revient à la prévention morale, largement admise dans la société américaine. Dans les années 1960, la NBC interdit aux premières séries médicales télévisées (comme Docteur Kildare) de parler de maladies vénériennes. Dans la même période, l'AMA se refuse à discuter du préservatif, par crainte de favoriser la licence sexuelle. En 1977, aux États-Unis, onze États interdisent toute publicité aux préservatifs.
En Allemagne, le préservatif était connu avant la Seconde Guerre mondiale sous le nom de « Fromm », du nom du fabricant qui en vendait cinquante millions d'unités par an. Avec l'arrivée des nazis, Fromm, de confession juive, dut abandonner son entreprise et se réfugia à Londres,. La consommation continua cependant de croître, à plus de 70 millions d'unités par an en 1940.
En France, les lourdes pertes de la guerre de 14-18 favorisent l'adoption de la loi du 31 juillet 1920, qui réprime non seulement l'avortement et la provocation à l'avortement, mais aussi la contraception et la propagande des moyens contraceptifs. L'utilisation ouverte et répandue des préservatifs (communication au grand public) réapparait à la suite de l'épidémie du sida : la publicité des préservatifs est autorisée en janvier 1987 par la ministre de la santé Michèle Barzach.

## Efficacité

### Contrôle des naissances

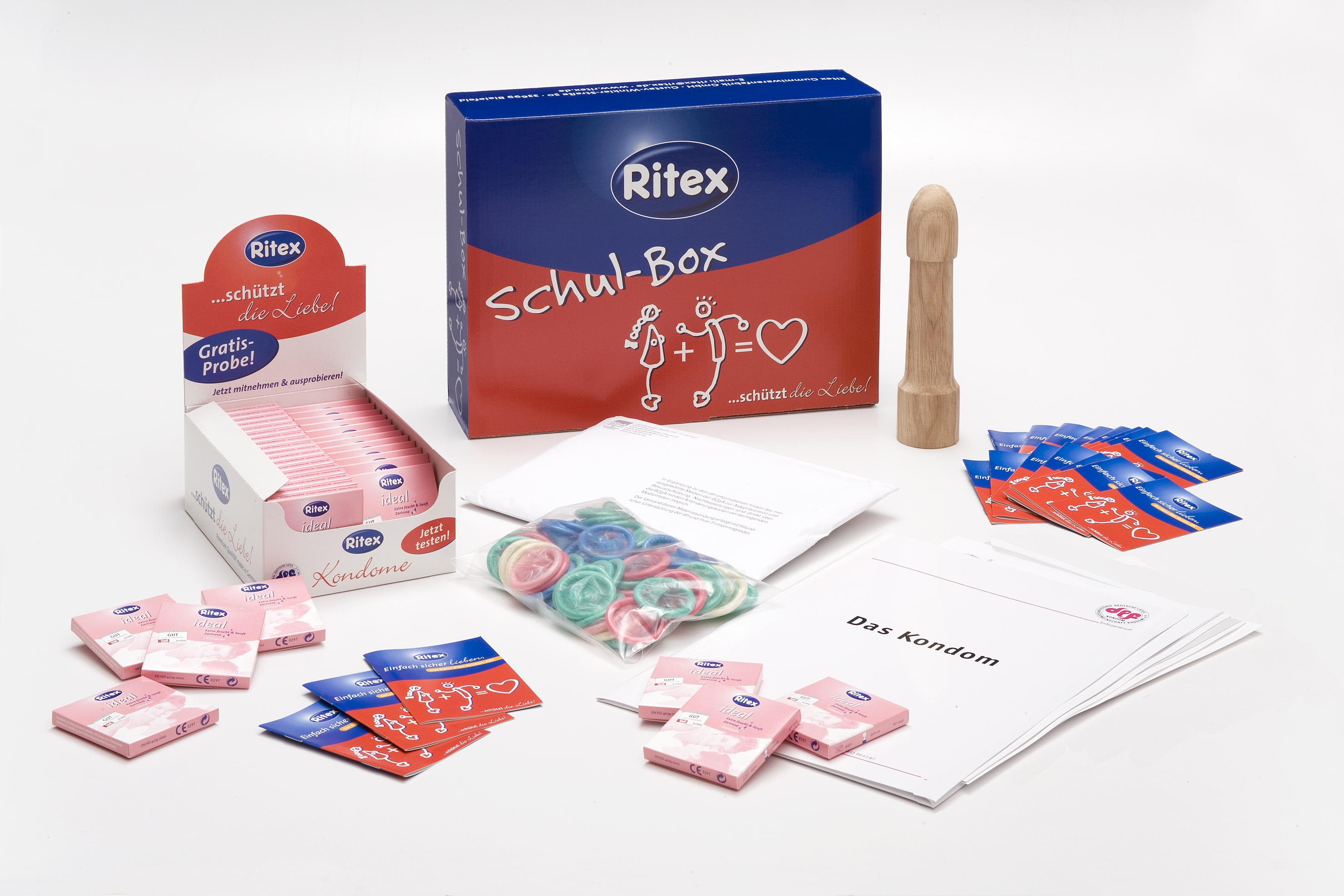
Kit pédagogique destiné aux séances d'éducation sexuelle

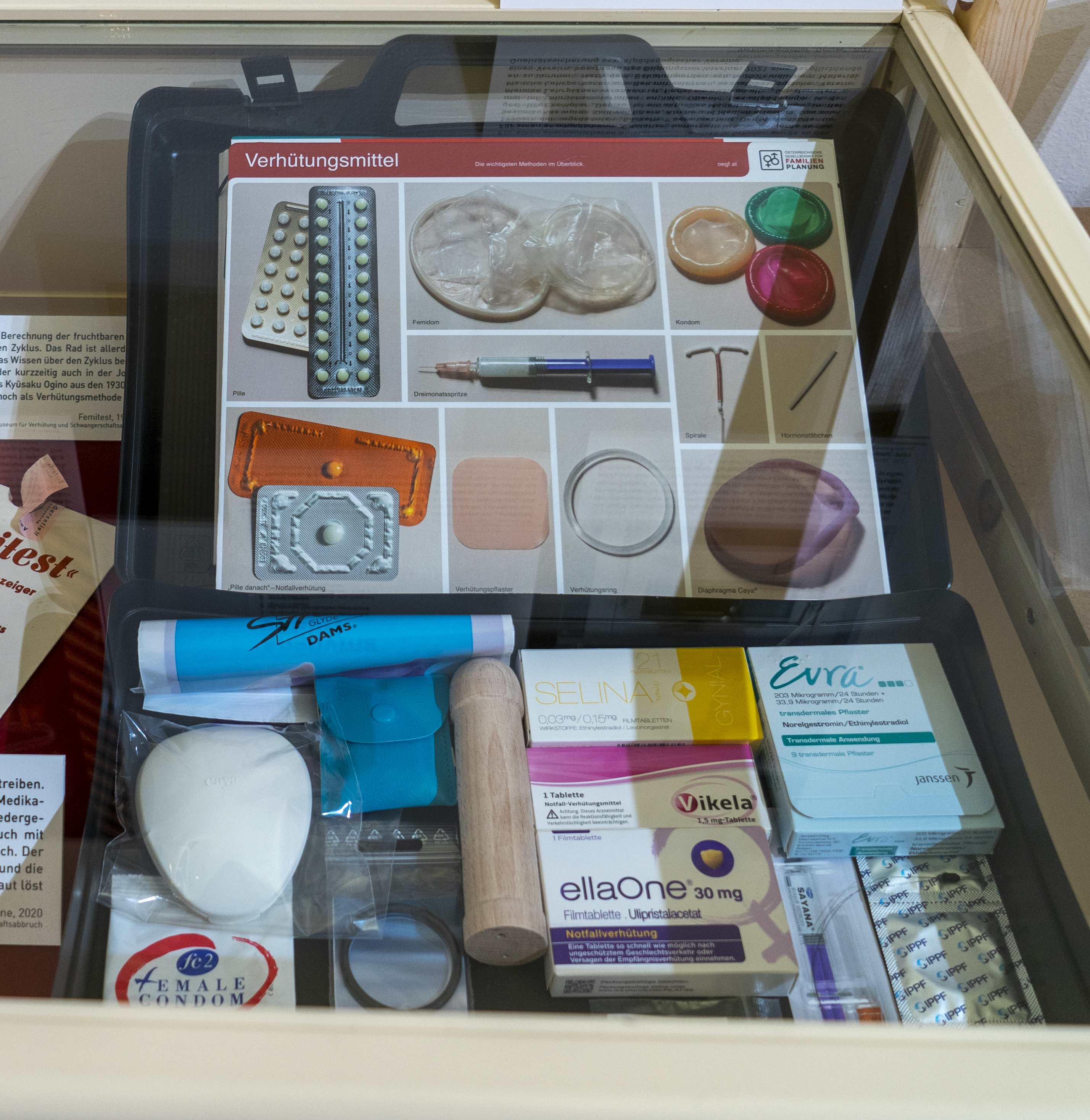
Mallette pédagogique sur les moyens de contraception,, Vienne (Autriche).

L'efficacité du préservatif en tant que contraceptif est bien connue. Son indice de Pearl (qui donne le nombre de grossesses parmi 100 femmes utilisant régulièrement ce procédé de contraception durant une année) va de 2 à 15 % pour le préservatif externe et de 5 à 25 % pour le préservatif interne.

### Prévention des infections sexuellement transmissibles
L'efficacité du préservatif dans la prévention des infections sexuellement transmissibles dépend grandement de l'infection concernée. Pour le VIH, elle varie, selon les études disponibles, entre 60 et 96 % environ (par exemple, une méta-étude de 1993 conclut à une réduction du risque de 69 % ; une autre étude de 1994 donne 87 % moyenné (entre 60 % et 96 %) même si ces études concluent au peu de fiabilité de leurs propres mesures). Elle est très sensiblement moindre dans le cas de l'herpès génital, de la syphilis et du papillomavirus humain pour lesquels le préservatif ne constitue pas un moyen de protection approprié.

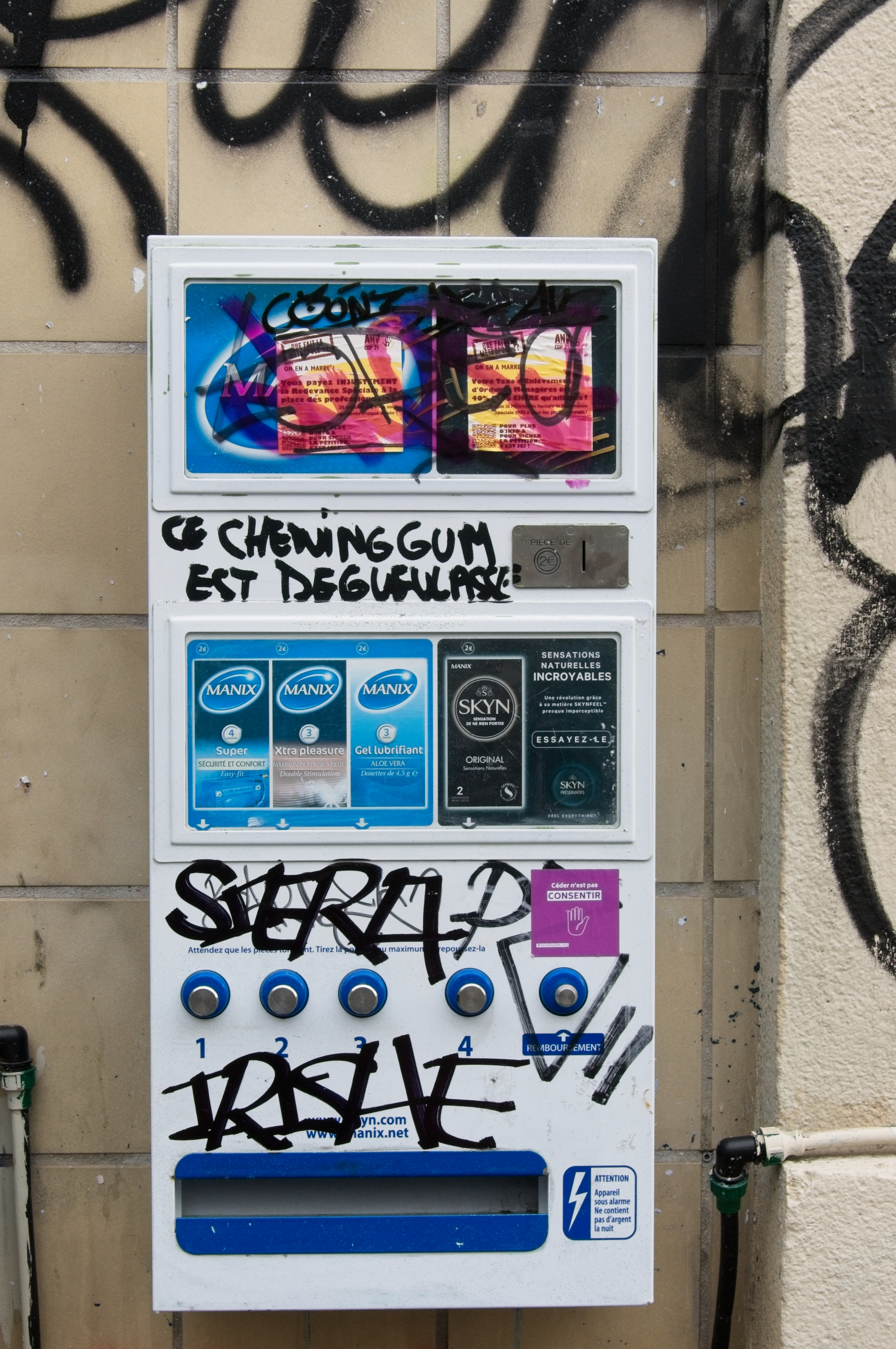
Un distributeur de préservatifs tagué à Marseille en mars 2024

Un rapport des National Institutes of Health (agences gouvernementales américaines), paru en 2000, relève une réduction de 85 % du risque de transmission du VIH en cas d'utilisation « correcte et systématique » de préservatifs en latex.
La commission nationale d’évaluation des dispositifs médicaux et des technologies de santé (CNEDiMTS) de la Haute Autorité de santé indique une efficacité de 70 à 80 % contre le VIH et moins pour les autres IST.
En 2011, un rapport publié par l'OMS sur l'efficacité des méthodes contraceptives, affirme que le préservatif externe correctement et régulièrement utilisé, à une efficacité contraceptive de 98 %. Le préservatif interne a une efficacité de 95 % selon la même étude.

### Lutte contre l'épidémie du SIDA
Dans les pays où la prévalence du SIDA est la plus importante, et notamment en Afrique sub-saharienne (qui compte 67 % des personnes infectées par le VIH et 75 % des décès dus au SIDA), la question de l'efficacité des procédés de lutte contre l'infection se pose non seulement en termes d'efficacité de l'usage individuel, mais plus largement en termes de stratégie globale de réduction des risques.
Ainsi la stratégie CNN (en) (Condoms, needles, and negotiation, c'est-à-dire « préservatifs, seringues et négociations ») consiste à promouvoir avant tout des pratiques plus sûres parmi les groupes à risques : les prostitués et leurs clients, les consommateurs de drogues, et les femmes dans les milieux déshérités. La stratégie ABC (Abstinence, be faithful, use a condom, « Abstinence, fidélité, préservatif ») est basée sur l'idée d'une hiérarchisation des réponses, en promouvant un idéal d'abstinence et de fidélité et en proposant l'usage du préservatif comme troisième recours. Cette stratégie est également associée à une forme d'empowerment, la diffusion du message étant confiée à des acteurs locaux. Parmi les scientifiques l'efficacité et la doctrine d'emploi de ces stratégies fait débat.

### Causes d'échec
- Avec la détumescence, le préservatif peut glisser du pénis après l'éjaculation ;
- Rupture possible liée à une utilisation incorrecte ou à des déchirures lors de l'ouverture de l'enveloppe de conditionnement[38] ;
- utilisation de préservatifs ayant dépassé leur date de péremption[39] ;

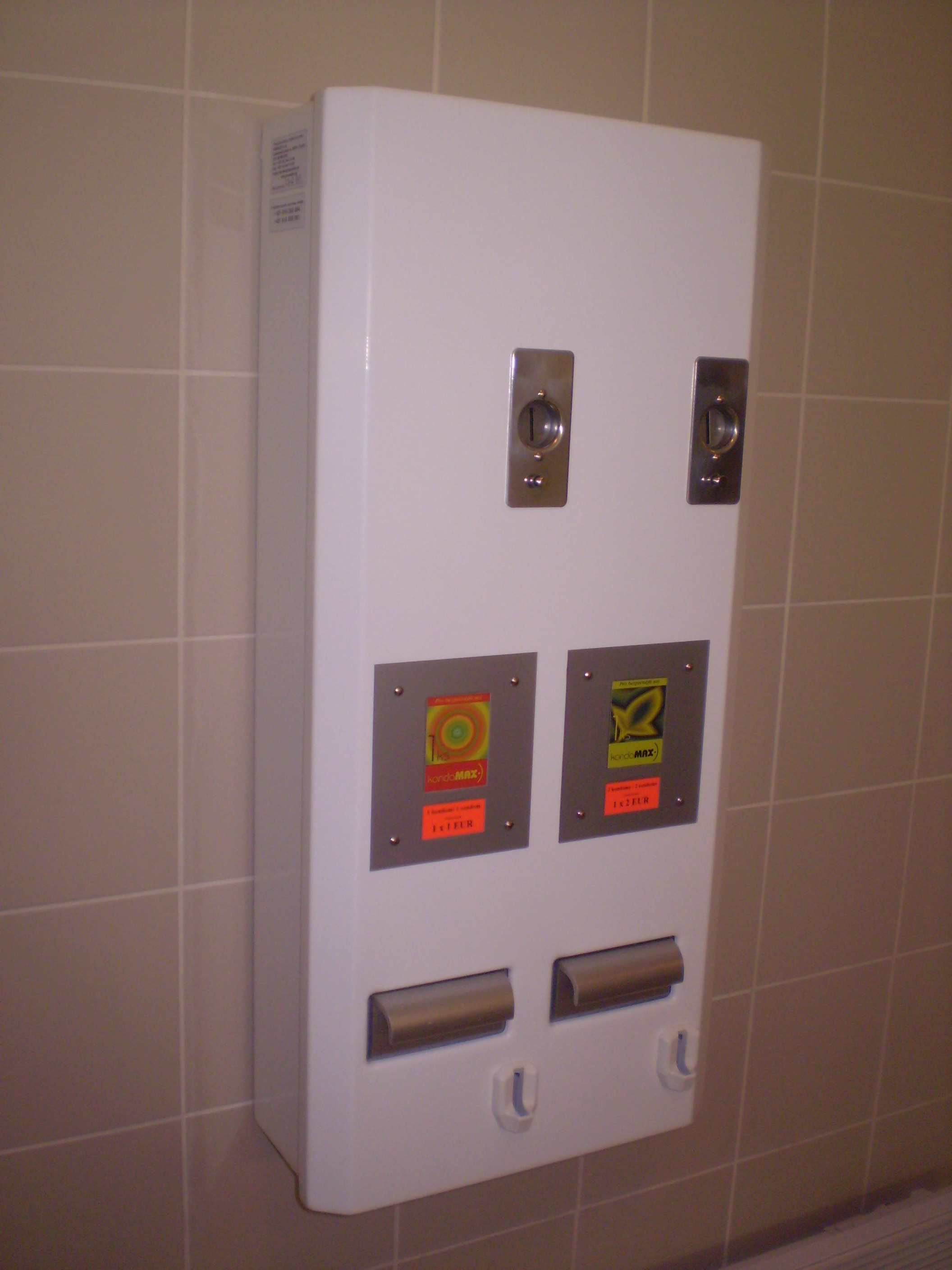
Distributeur de préservatifs utilisé en Slovaquie.

- utilisation de corps gras rendant le matériel poreux et augmentant le risque de rupture, car le latex est fragilisé ;
- manque de lubrifiant sexuel, surtout dans les rapports anaux, mais également lors de rapports vaginaux ;
- Les préservatifs de taille standard conviennent à la plupart des pénis avec des niveaux de confort ou de risques de glisser variables ;
- trop large, un préservatif ne tient pas en place[40] ;
- l'épaisseur des préservatifs n'est pas associée à plus de risque de rupture, les fins étant aussi efficaces que les épais[41] ;
- des bulles d'air entre la verge et le préservatif mal déroulé provoquent des craquements ;
- le non-respect de la poche de réserve peut aussi être à l'origine d'éclatements locaux et minuscules mais dangereux[39] ;
- l'utilisation de deux préservatifs en même temps, augmente le risque de déchirure[42] .

Les différents modes d'échec entraînent différents niveaux d'exposition au sperme.
Les risques sont différents pour les rapports vaginaux ou anaux.
Un certain nombre d'études donnent une idée de l'efficacité du préservatif quand il est correctement employé. Il convient alors de distinguer suivant l'effet principal mesuré : contraception ou protection contre les infections sexuellement transmissibles, et notamment le SIDA.
Des études ont montré qu'une part non négligeable de l'inefficacité occasionnelle du préservatif provient souvent d'une mauvaise éducation quant à son usage,. Le principal problème reste essentiellement celui d'une mauvaise pose du préservatif et d'une mauvaise connaissance du dispositif.

## Préservatif externe

### Utilisation
Le préservatif externe, est généralement en latex. Il se place sur le pénis en érection, avant une relation sexuelle mettant en contact le pénis et une muqueuse. Il remplit à la fois une fonction contraceptive, pour éviter la procréation non désirée et une fonction prophylactique, pour éviter la propagation de maladies et d'infections sexuellement transmissibles (MST et IST).

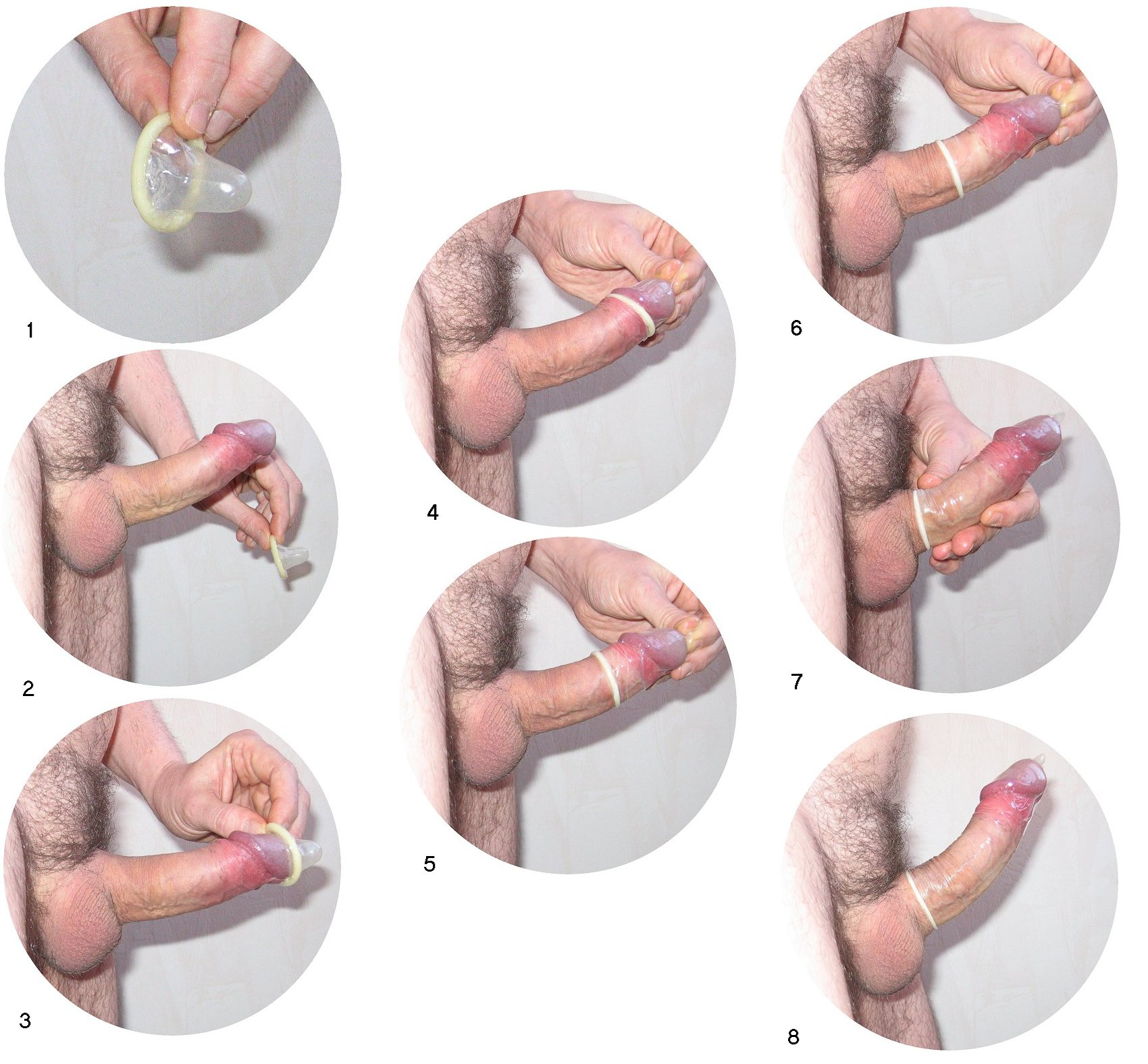
Pose d'un préservatif externe - 1 : Préservatif - 2 : Pénis en érection - 3 : Placer le préservatif sur le gland du pénis, en faisant bien attention au sens de déroulage - 4 : Pincer et maintenir le réservoir pour enlever l'air - 5 à 8 : Dérouler le préservatif jusqu'à la base du pénis

Le préservatif externe doit respecter des normes strictes. Les différents contrôles peuvent concerner les dimensions, les volumes et pressions d'éclatement, la résistance à la traction avant et après vieillissement, l'absence de perforations, la stabilité des couleurs, la résistance au stockage, les emballages.
Il peut être utilisé en cas de fellation, de pénétration vaginale ou anale (les risques de transmettre une infection sexuellement transmissible sont plus élevés dans ce dernier cas, il est recommandé d'utiliser des préservatifs spécifiquement destinés à cet usage).
Précautions d'utilisation :
- un préservatif est périmé au bout de 5 ans ;
- il ne s'utilise qu'une seule fois ;
- il doit être conservé dans un endroit frais et sec ;
- il ne faut jamais utiliser deux préservatifs l'un sur l'autre ;
- il doit être enlevé de sa pochette avec les mains et non à l'aide de ciseaux ou d'ustensiles coupants sous peine de l'endommager ; il doit ensuite être manipulé avec attention en évitant le contact avec les ongles ;
- en cas de rapports vaginaux et anaux, l'usage des gels lubrifiants, vendus entre autres en pharmacies et en grandes surfaces, est recommandé. Les corps gras (crèmes, huiles, vaseline par exemple) sont fortement déconseillés avec les préservatifs en latex car ils les rendent poreux, et donc moins résistants.

### Les préservatifs avec réservoir
La plupart des préservatifs ont un réservoir à leur extrémité. Ce réservoir est conçu pour collecter le sperme éjaculé, agissant comme une zone d'expansion flexible. Quand l'homme éjacule, les contractions musculaires dans les organes reproducteurs masculins propulsent le sperme hors du pénis. À mesure que le sperme est expulsé avec une certaine force, il entre dans le réservoir, qui s'étire pour contenir la quantité émise.
Le réservoir permet de réduire la pression du sperme éjecté dans le préservatif et de maintenir la solidité du préservatif même pendant l'éjaculation. Il évite que le liquide séminal reflue dans la partie principale du préservatif ou que le préservatif se déchire et que le sperme atteigne le vagin.
Afin que le réservoir joue efficacement son rôle, il est important de le positionner au bon endroit (au-dessus du méat où le sperme est éjaculé) et de le pincer pour en chasser l'air, de la pose du préservatif sur le gland jusqu'au déroulage complet sur le pénis. Si le préservatif n'est pas équipé d'un réservoir, il faut en créer un en pinçant l'extrémité du préservatif sur un 1 à 2 cm.

### Les différents préservatifs externes
Des préservatifs avec des caractéristiques différentes existent : la taille, la texture, les parfums, mais aussi le lubrifiant varient.
Les préservatifs standards sont ceux disponibles dans les distributeurs (en France, situés devant les pharmacies, dans les lycées et certaines universités). Les préservatifs plus fins ont une épaisseur de 40 à 55 micromètres. Le préservatif le plus fin vendu en Europe a une épaisseur de 15 micromètres.
Certains préservatifs sont mieux lubrifiés. Cela permet de contourner les problèmes de sècheresse vaginale ou anale. L'utilisation de lubrifiant est recommandé en particulier pour l'usage anal.
Des préservatifs de grande et de petite taille existent.
Pour les personnes allergiques au latex, des préservatifs sans latex existent (ils sont alors constitués de polyuréthane par exemple). Attention, si certains modèles sont effectivement sans latex (cas du Durex avanti par exemple), d'autres ne sont que déprotéinéisés du latex mais des traces peuvent demeurer présentes.
Des préservatifs avec des nervures existent.
Certains préservatifs sont colorés ou parfumés, par exemple : rose, orange, à la fraise, à la menthe, ou à la vanille. Il en existe même des phosphorescents.

## Préservatif interne
Le préservatif interne est un modèle adapté à la morphologie du vagin. Ce dispositif est composé d’une fine gaine en polyuréthane (pour éviter les problèmes d'allergie du latex) munie d'un anneau souple à chaque extrémité. L’anneau du côté fermé se tord et se place dans le vagin alors que l’autre bout prend place à l’extérieur et recouvre les parties génitales.

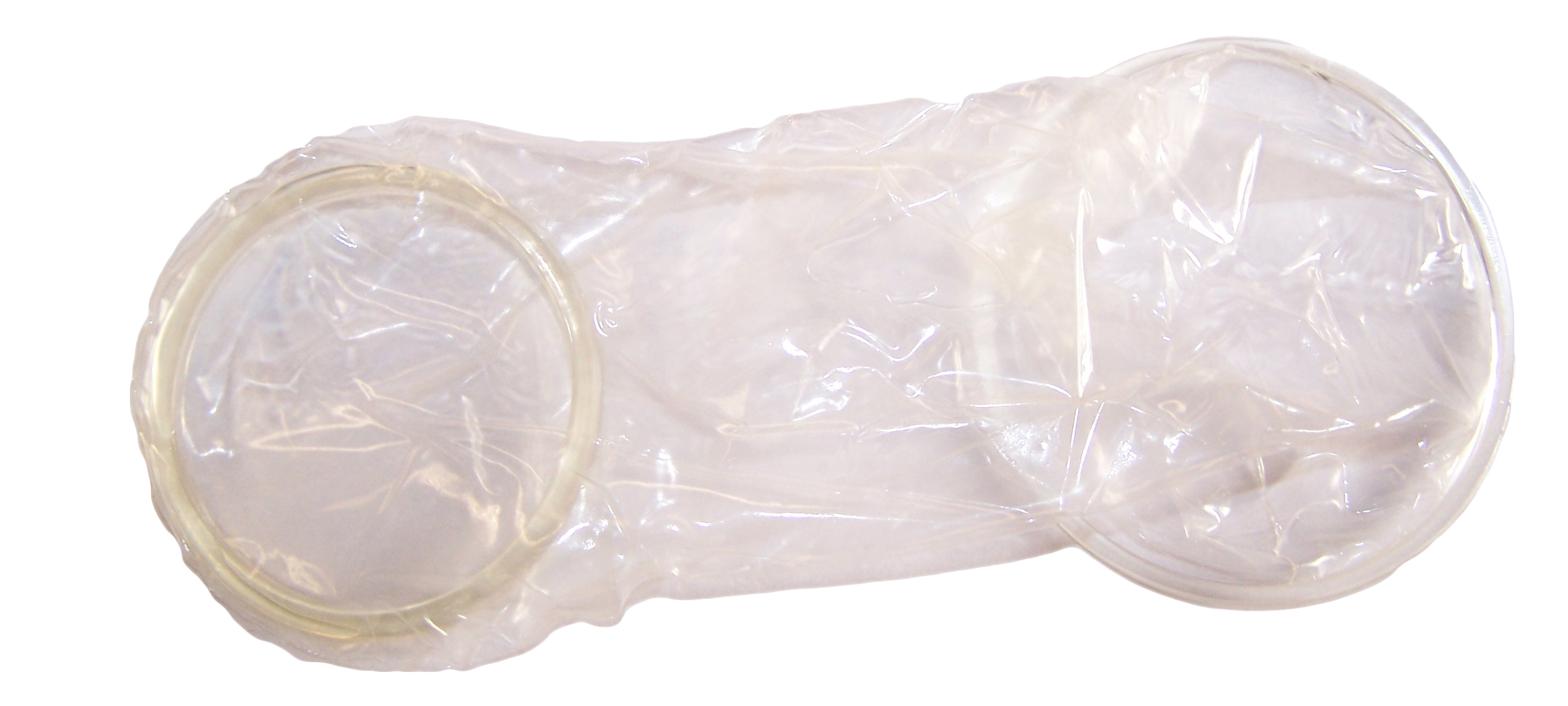
Préservatif interne.

Au même titre que le préservatif externe, le préservatif interne est à la fois contraceptif et protège des infections sexuellement transmissibles (IST). L'anneau interne peut être retiré pour plus de confort mais également pour les rapports anaux. L'anneau sert alors de guide pour positionner le préservatif, ainsi que pour en favoriser le maintien lors des rapports sexuels. Une fois retiré, le préservatif féminin doit être jeté. Son utilisation doit impérativement être limitée à un seul partenaire, afin d'éviter les transmissions de virus entre deux partenaires successifs.
En France, des efforts sont entrepris pour la promotion de ce préservatif car il est aujourd'hui l'un des seuls moyens de contraception et de protection contre le VIH et les IST entièrement contrôlé par les femmes. En effet, le préservatif interne ne requiert pas l'approbation du partenaire car il peut être mis en place facilement quelques heures avant un rapport sexuel, et doit être positionné 15 minutes avant le rapport afin qu'il adhère aux parois. Bien que celui-ci se voie un peu de l'extérieur (sur les lèvres vaginales), et qu'il puisse être préférable d'avertir son partenaire de l'utilisation d'un préservatif interne. Les deux principaux obstacles à sa diffusion sont son aspect (rebutant au premier abord, il souffre en fait du même obstacle fait au préservatif externe dans les années 1990) et son coût, d'environ 2,6 €.

### Avantages
Les préservatifs internes ne sont pas en latex mais en polyuréthane ou en nitrile synthétique pour réduire le coût de production. L'absence de latex prévient le risque d'allergie. De plus les préservatifs sans latex sont plus perméables aux échanges de chaleur et de mouvements.

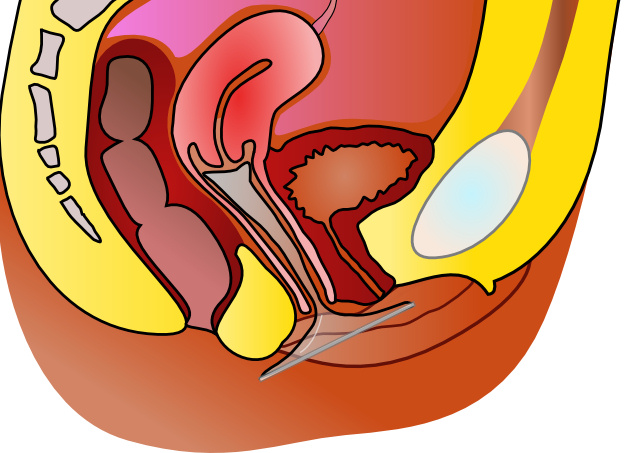
Préservatif interne.

Ils présentent l'avantage d'être très solides, réduisant les risques de déchirure par rapport aux préservatifs masculins. Sa solidité a même porté certains couples homosexuels à l'utiliser pour les rapports anaux, bien que cet usage ne soit pas recommandé par le fabricant. Leur texture est douce et agréable et ils peuvent être utilisé avec un lubrifiant à base d'eau. Le gel lavant intime est compatible avec ce produit, et peut être utilisé sans l'altérer. Au niveau du confort d'utilisation, ils présentent l'avantage de ne pas serrer le pénis, permettant de meilleures sensations au niveau du pénis (cet inconvénient étant souvent cité au sujet du préservatif masculin).
Il présente également l'avantage de pouvoir et devoir être posé longtemps avant le rapport, et après l'éjaculation il n’impose pas le retrait immédiat.

### Inconvénients
- le coût, plus important que le préservatif externe ;
- l'apparence, qui n'est pas entrée dans les mœurs ;
- la mise en place, peu connue, elle mérite un entrainement préalable ou une grande complicité dans le couple lors des premiers essais ;
- cunnilingus et masturbation, l'anneau extérieur n'empêche pas la stimulation orale ou manuelle du clitoris, mais la rend moins aisée. Il en va de même pour la masturbation vaginale ;
- les nuisances sonores. Étant moins ajusté que le préservatif masculin, le préservatif féminin peut provoquer des bruits de succion lors de la pénétration ;
- l'anneau interne, qui ne doit normalement pas être ressenti par le partenaire, peut l'être dans certaines positions ;
- il existe malgré tout des risques de perforation avec les ongles ou bijoux ;
- la texture du lubrifiant d'origine est considérée comme trop visqueux par certaines utilisatrices.

## Fabrication

### Processus
Le processus de fabrication type d'un préservatif en latex est le suivant :

#### Composition du bain de latex
Le latex brut, qui se présente sous une forme liquide proche du lait, est testé, homogénéisé et stabilisé par l'adjonction de stabilisateurs et conservateurs. Il est solidifié par l'ajout d'agents vulcanisants ou par chauffage (prévulcanisation).

#### Trempage dans le bain de latex
Cette étape est réalisée par moulage par trempage. Des moules de porcelaine ou de verre de forme phallique sont immergés brièvement dans une cuve de latex. Un film en latex sous forme gélifiée se dépose ainsi sur le moule. Le revêtement en latex est séché à l’air avant d'être trempé une seconde fois. Après le second bain, l'extrémité ouverte du préservatif venant d’être moulée est enroulée pour former une ceinture ou un petit bourrelet.

#### Vulcanisation
Alors qu’ils sont toujours sur les moules, les préservatifs passent dans un four de cuisson chauffés à une température s’élevant entre 50 et 120 degrés Celsius pour vulcaniser le latex. Cette opération établit les propriétés finales d'élasticité et résistance.

#### Lavage et rinçage
Le film latex est démoulé et subit un certain nombre de lavages et de rinçages afin d’éliminer un maximum d’allergènes chimiques et protéiques afin d’obtenir des produits à faible allergénicité.

#### Séchage et conditionnement
Les préservatifs sont séchés, roulés et poudrés ou enduits d’un lubrifiant. Ils sont conditionnés à l’unité sous sachet soudé, par fermeture thermique, puis emballés par boîte ou sachet individuel.

#### Contrôles
Les préservatifs subissent des tests individuels ou par échantillonnage tout au long de la chaîne de fabrication (voir normes). Entre autres, on peut citer les contrôles de taille et épaisseur, les tests de gonflage, de fuite ou de vieillissement artificiel.

### Prise en compte des allergies au latex
La majorité des préservatifs masculins étant constitué de latex, ils peuvent déclencher des réactions allergiques (démangeaisons, rougeurs, brûlures). Il existe des produits alternatifs (préservatifs masculins et féminins) sans latex permettant à tous de se protéger. Cependant, le coût de tels produits est un peu plus élevé.

### Industrie du préservatif en France
Après une hausse importante au début des années 1990, les ventes de préservatifs ont ensuite lentement baissé avant de connaître un rebond à partir de 2003. En France, le chiffre d'affaires du secteur est de 47 millions d'euros soit plus de 55 millions de préservatifs vendus en 2005 avec une forte saisonnalité, plus de 40 % des ventes se situant pendant la période estivale.
Les quatre leaders avec plus de 98 % du marché français sont les sociétés anglaise Durex (également leader mondial) 35 % des ventes, française Manix 24,5 %, allemande Hansaplast avec 21 % et française Laboratoires Juva (marque Intimy) avec 20 %. Depuis 2005 environ, le marketing des fabricants cherche à gommer l'aspect médical et prévention pour mettre en avant l'aspect sensation avec le lancement de nouveaux produits censés apporter plus de plaisir et de sensations aux utilisateurs, générant une valeur ajoutée au produit permettant d'augmenter leurs tarifs.
Quant aux préservatifs féminins (Fémidoms), les seules marques commercialisées actuellement sont celles qui sont fabriquées par Female Health Company par le biais de sa filiale Chartex International de Chicago, États-Unis (Femidom, Feminon, Condom Féminin, Femi, Reality).
Le laboratoire Terpan est fournisseur de produits d'hygiène et de prévention dont les préservatifs masculins, féminins (distributeur en France du Fémidom).
La polémique s'est amplifiée en 2006 sur le prix des préservatifs, jugé trop élevé au vu de son coût de fabrication (entre 5 et 10 centimes d'euros). Le ministère de la Santé, alarmé par la recrudescence d'IST auprès des jeunes ou des personnes défavorisées, a tenté en 2006 une médiation auprès des fabricants pour obtenir de ces derniers la commercialisation d'un préservatif à bas prix.
Les Laboratoires Demapharm ont tout d'abord répondu à ce souhait en mettant au point un distributeur automatique de préservatifs de marque française "Star", distribuant une pochette unitaire de préservatif à forme anatomique à 20 centimes d'euros. Cette société propose aux établissements scolaires cet appareil depuis janvier 2006. Début septembre 2006, plusieurs dizaines d’établissements scolaires en avaient installé.
À la fin de 2006, à l'occasion de la journée mondiale contre le SIDA, le ministère de la santé fait la promotion du préservatif masculin à 20 centimes d'euros en lançant finalement la généralisation de sa vente, distribué dès lors dans de nombreux points de presse, bureaux de tabac, et pharmacies. La présence des préservatifs dans les lycées est ensuite promue par la circulaire no 2006-204 du 11 décembre 2006, afin de renforcer l'accessibilité des lycéens aux moyens de protection par l'installation de distributeurs automatiques de préservatifs à l’intérieur de l’établissement.

## Positions et attitudes des religions

### Église catholique romaine

#### XIXesiècle
Le rapport au préservatif au sein de l'Église catholique romaine est assez contrasté. Historiquement, l'Église est appelée à prendre position non pas sur le préservatif, mais sur le contrôle des naissances et les moyens anticonceptionnels (dont le préservatif). En son sein existent deux courants contradictoires, l'un qui fait de la sexualité un moyen de reproduction selon le commandement biblique « croître et multiplier » ; l'autre qui prend en compte la réalité des familles pauvres et de leur trop grand nombre d'enfants.
Depuis la contre réforme et au cours du XVIIIe siècle, l'Église légitime le contrôle des naissances par le mariage tardif et l'abstinence dans le mariage, comme moyens d'éviter la misère, rejoignant ainsi le malthusianisme. Cependant, au début du XIXe siècle, l'Église catholique ne se détermine pas par rapport au malthusianisme des pays anglo-saxons, mais à une demande de clarification du clergé français soucieux de retrouver son influence après la Révolution. Par exemple, les congrégations religieuses, très majoritairement féminines, demandent à savoir si la femme peut être tenue pour responsable des actes de son mari, comme le coitus interruptus ou l'utilisation d'un condom.
Les réponses du Vatican sont vagues et lentes à venir. En 1822, la Pénitencerie apostolique indique que l'acceptation passive des méthodes du mari n'est pas nécessairement un péché si un autre mal plus grand peut être évité. En 1853, la Sacrée Congrégation du Saint Office précise que l'acceptation passive par la femme de l'utilisation d'un condom par le mari est un péché.
L'Église refuse de se prononcer sur la question des autres moyens contraceptifs, comme le coitus interruptus (qui fait partie du péché d'Onan, avec l'onanisme au sens moderne), pour tenir compte de la réalité de ses paroissiens. En bref, la vue de l'Église est que « la contraception pourrait être pratiquée, mais dans l'ignorance de sa malice », en clair : mieux vaut laisser les couples mariés pécher par ignorance, que de les voir pécher en toute connaissance de cause.

#### Période moderne
En 1968, l'usage du préservatif, comme moyen artificiel de contraception, est refusé par la hiérarchie de l'Église catholique. L'encyclique Humanae Vitae rédigée par Paul VI et datant de cette même année, précise dans son article 14 : « Moyens illicites de régulation des naissances : En conformité avec ces points fondamentaux de la conception humaine et chrétienne du mariage, nous devons encore une fois déclarer qu'est absolument à exclure, […] toute action qui, soit en prévision de l'acte conjugal, soit dans son déroulement, soit dans le développement de ses conséquences naturelles, se proposerait comme but ou comme moyen de rendre impossible la procréation ».
Après l'élection de Jean-Paul II le 16 octobre 1978, il a été jugé que l'encyclique Humanae Vitae avait une vision trop étroite de la sexualité. L'approche du pape était donc d'expliquer et d'enrichir la position de l'Église dans le domaine de la sexualité, y compris en matière de contraception.
Le nouveau pape revoit la question du préservatif à travers la théologie du corps ; l'Église donne un objectif : la pleine communion spirituelle et corporelle entre deux personnes, mais si cet objectif est impossible à atteindre (famille déjà trop nombreuse, risque de maladie sexuellement transmissible…), alors la question de la contraception peut se poser. C'est ce qui justifie les divergences de point de vue dans l'Église : elle n'impose rien dans ce domaine, elle propose un chemin à suivre. Ainsi certains évêques considèrent l'usage du préservatif comme un moindre mal (c'est-à-dire pas tout à fait un bien), d'autres vont jusqu'à déclarer que le préservatif contribue à la propagation du sida, arguant les avantages économiques de l'industrie du préservatif, multimillionnaire et le « fatalisme » des populations ; la propagation de préservatifs pousserait une population à avoir des relations sexuelles plus fréquentes, avec davantage de partenaires différents et de plus en plus jeune. Autant de conditions qui rendraient possible la propagation du virus du SIDA.
En novembre 2006, Benoît XVI a demandé un rapport au cardinal Javier Lozano Barragan, président du Conseil pontifical pour la santé, sur la licéité de l'utilisation du préservatif dans le combat contre la propagation des infections sexuellement transmissibles. En 2009, les résultats de ce rapport n'avaient toujours pas été publiés.

## Positions et attitudes des personnes gay ou bisexuelles

Utilisation par pays (évaluation) du préservatif par des hommes ayant des relations sexuelles avec d'autres hommes (OWID, d'après l'ONUSIDA, 2020)

Le développement de la pandémie de Sida a d'abord touché certaines communautés homosexuelles en y faisant un grand nombre de morts. En réaction à la médiatisation de la maladie et aux campagnes de prévention conduites par exemple sous l'égide de l'OMS, de l'ONUSIDA, ou en France du Centre régional d'information et de prévention du sida et pour la santé des jeunes et de nombreux autres organismes, les couples bisexuels ou homosexuels ont été les premiers à changer et adapter leurs pratiques, en faisant émerger de nouvelles valeurs dans la population homosexuelle avec, outre « une autosurveillance médicale bien au-delà du recours massif au test de dépistage », un usage fortement accru si ce n'est systématique du préservatif (et de pratiques de safer sex).

## Droit par pays

### Canada
En droit pénal canadien, le sabotage du préservatif sans le consentement de la plaignante constitue un vice du consentement sexuel et équivaut par conséquent à une agression sexuelle, d'après l'arrêt R. c. Hutchinson de la Cour suprême du Canada.
L'arrêt R. c. Kirkpatrick de 2022 énonce qu'il y a agression sexuelle dans les cas où l'homme refuse de porter le condom alors que la femme le demande, mais pour des raisons différentes que l'arrêt Hutchinson, car la Cour juge que l'activité sexuelle avec condom n'est pas le même acte que l'activité sexuelle sans condom.

### France
Les préservatifs sont pris en charge à 100 % par l'Assurance Maladie depuis le 1er janvier 2023 pour les personnes âgées de moins de 26 ans, délivrés par une pharmacie.